# Matford F917WS
Matford 917WS — военный грузовик, выпускавшийся компанией Matford с 1939 по 1943 год. После войны он был перезапущен как гражданская модель как Ford Cargo F798WM, а затем продавался как Simca и Unic до 1966 года.

## История

### Matford F917WS

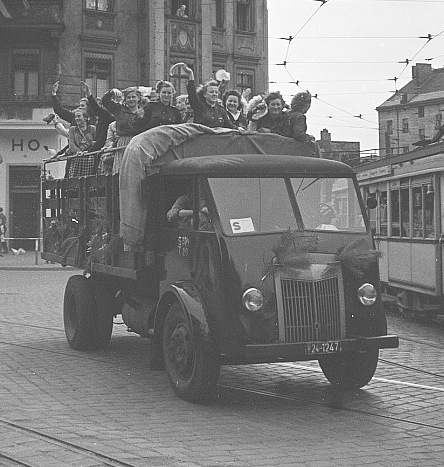
Matford F917WS

Оригинальный грузовик Matford был копией британского Fordson 7V, выпущенного в 1937 году, который сам по себе заменил импортный американский грузовик Ford Model BB на британском рынке. Модель BB пришла на смену Ford Model AA (выпускалась в Советском Союзе как ГАЗ-АА и ГАЗ-ММ). Несмотря на то, что они считались новыми автомобилями, Fordson, а затем и Matford были основаны на более ранней модели BB, с единственным существенным изменением, заключающимся в новой кабине и стиле. Они использовали двигатель Ford V8. Matford был совместным предприятием с Ford и местной французской компанией Mathis, чтобы американская компания больше утвердилась на французском и других европейских рынках. Грузовик предназначался для использования французской армией в начале Второй мировой войны, но до захвата Франции Германией было поставлено всего около 500 машин. Далее грузовик был принят на вооружение нацистской армией, однако французские рабочие часто саботировали сборочную линию грузовиков, что приводило к низкой надёжности машин. В результате сборочная линия была частично закрыта и использовалась только для производства деталей для немецких грузовиков Ford.
Matford производился на заводе в Пуасси, так как первоначальный завод в Страсбурге был заброшен, поскольку находился слишком близко к немецкой границе. Он был построен вместе с другими американскими грузовиками Ford. В отличие от капотных американских грузовиков, на которых они были основаны, Fordson и Matford были бескапотными моделями.
Грузовик был доступен с полезной нагрузкой от 3,2 тонны до примерно 5 тонн. С 26 по 28 августа 1944 года Пуасси был оккупирован западными союзниками после двух артиллерийских боёв на территории завода. Разрушенные заводские цеха и мост через Сену пришлось ремонтировать рабочим. После окончания войны в 1945 году производство было перепрофилировано обратно на гражданские нужды. С конца 1945 года вновь стали выпускаться французские грузовики Ford F198 и F598.

### Ford Cargo F798WM

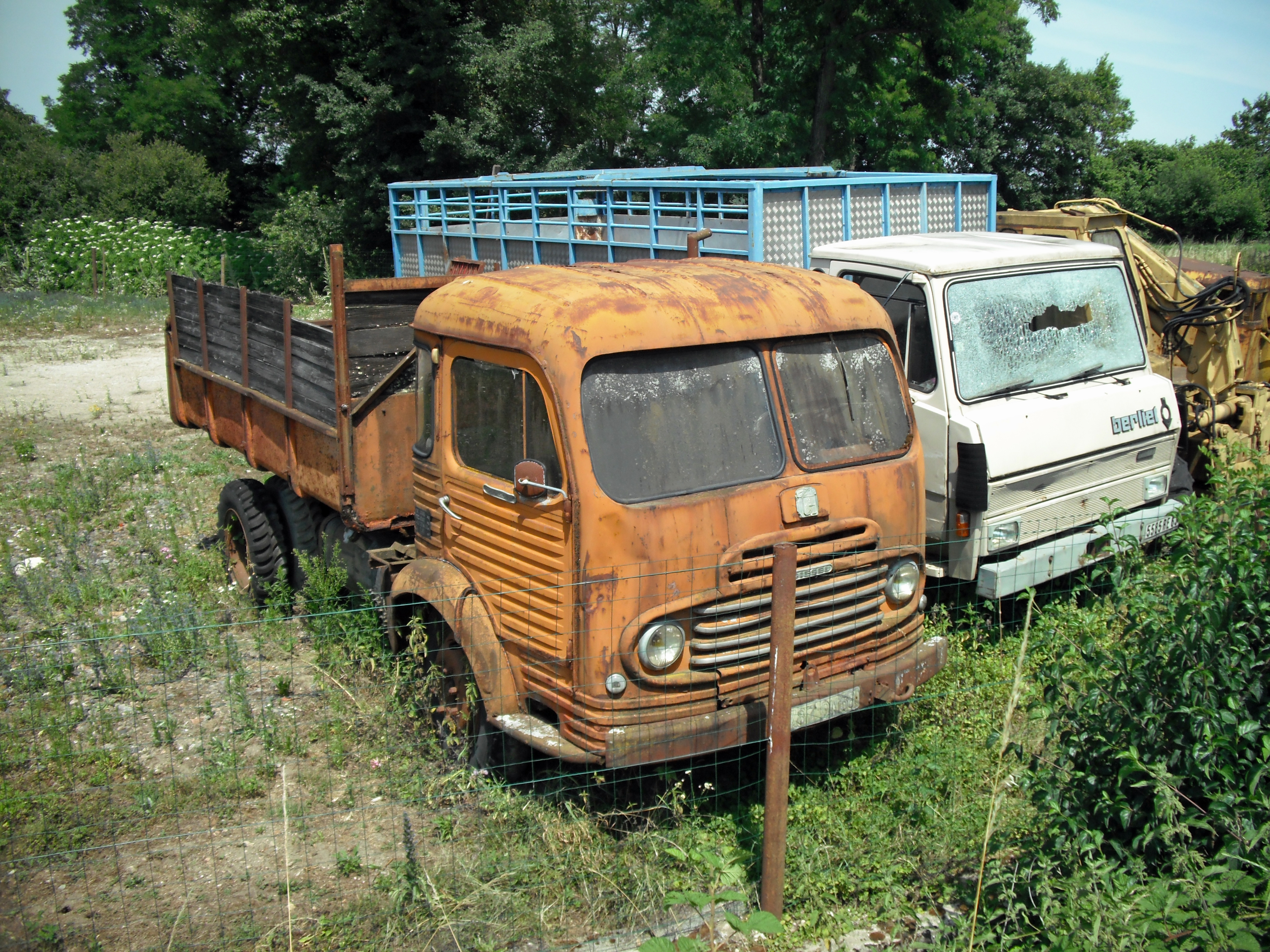
Ford SAF Cargo

В последующие годы грузовик был сильно модернизирован и стилизован и был перезапущен как Ford Cargo F798WM. Он имел полезную нагрузку около пяти тонн и новый двигатель V8, который также можно было увидеть в других французских продуктах Ford, таких как Ford Vendôme. Теперь можно было предложить две разные колёсные базы и шестицилиндровый дизельный двигатель, построенный по лицензии компании «Геркулес». Также предлагался двигатель от Hispano-Suiza. Его шасси также было существенно усилено по сравнению с предыдущими моделями. Он также предлагался на экспорт в другие части Европы, но в целом грузовик не пользовался большой популярностью.
Возможно, это было связано с тем, что Ford уже покрывал европейский рынок грузовиков с Ford FK и Thames Trader, которые добились значительного успеха. Особенно, грузовики Thames. Немецкие грузовики Ford FK, хотя и несколько успешные, нанесли ущерб репутации компании из-за ненадежных двигателей и вытеснили Ford с немецкого рынка грузовиков за счёт моделей местного производства.
Французская армия разместила заказ на вариант 6×6 этих грузовиков с дизельным двигателем, но заказ не был выполнен вовремя. Таким образом, это и неудавшийся заказ привели к жестоким забастовкам на заводе в Пуасси, и в конце концов Ford продал его Simca в 1954 году, хотя позже Ford прокомментировал, что это было худшее решение, которое они когда-либо принимали.

### Simca/Unic Cargo

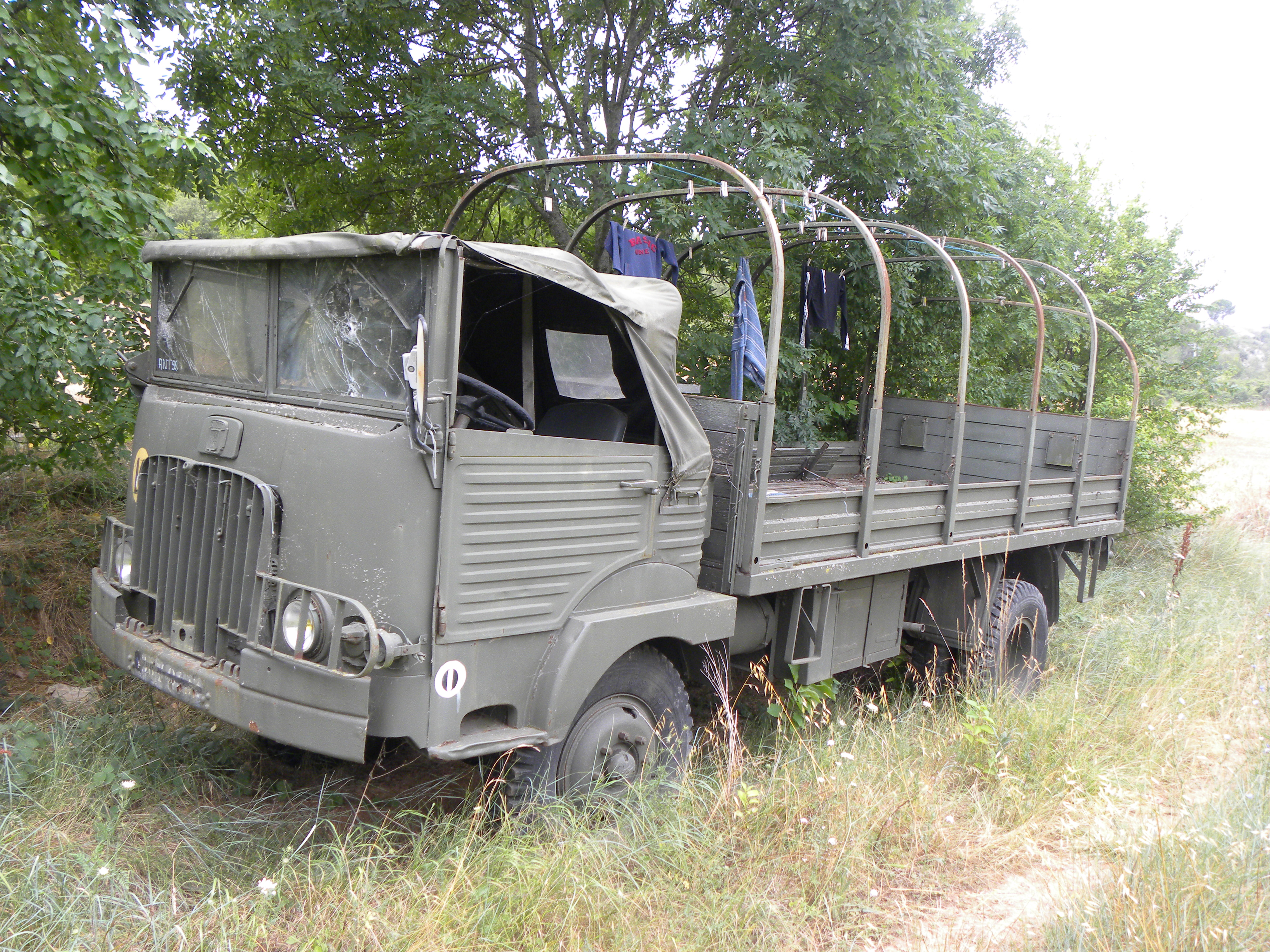
Simca/Unic Cargo

В 1955 году грузовик был снова модернизирован и перезапущен в линейку Simca Cargo. В 1956 году производство было перенесено на завод Unic в Сюренесе. Двигатель теперь был предоставлен Bugatti, хотя он по-прежнему основывался на дизайне Ford V8. Примерно в то же время стал доступен военный вариант. Затем Unic была продана Fiat. Тем не менее, это был не совсем конец для французских грузовиков Ford. Поскольку французская армия нуждалась в военной машине, подобной Unimog, и ни у одного производителя не было такой машины, была разработана Simca SUMB. Новый автомобиль использовал ту же трансмиссию и двигатель, что и Unic Cargo, но имел новое и несколько укороченное шасси, предоставленное Unic, Marmon Herrigton построил оси, а кузов был разработан местной компанией Boquet. Так, благодаря партнёрству этих компаний автомобиль получил названия SUMB, Simca, Unic, Marmon, Boquet. Автомобиль производился до 1973 года, и к тому времени было построено более 6000 экземпляров. Затем инструменты были проданы Renault, которая, однако, не продолжила разработку, вместо этого представив свою собственную модель Saviem TP3 в качестве преемника. В 1990-е годы Ford V8 считался неэкономичным, и поэтому его сняли с большинства автомобилей в армии в пользу более экономичного двигателя Renault. В 2005 году автомобили были списаны и проданы как военные излишки.

## Другие ссылки
- Matford F 917 WS